# Dongnimmun (métro de Séoul)
Dongnimmun (en coréen : 독립문역) est une station de la ligne 3 du métro de Séoul. Elle est située à cheval entre l'arrondissement de Jongno-gu et celui de Seodaemun-gu à Séoul en Corée du Sud.
Elle doit son nom à Dongnimmun, l'arche célébrant l'indépendance érigée en ce lieu. La Prison de Seodaemun est également à cette station.

## Situation sur le réseau

Plan du réseau (2023)

## Services aux voyageurs

### Desserte

Installations
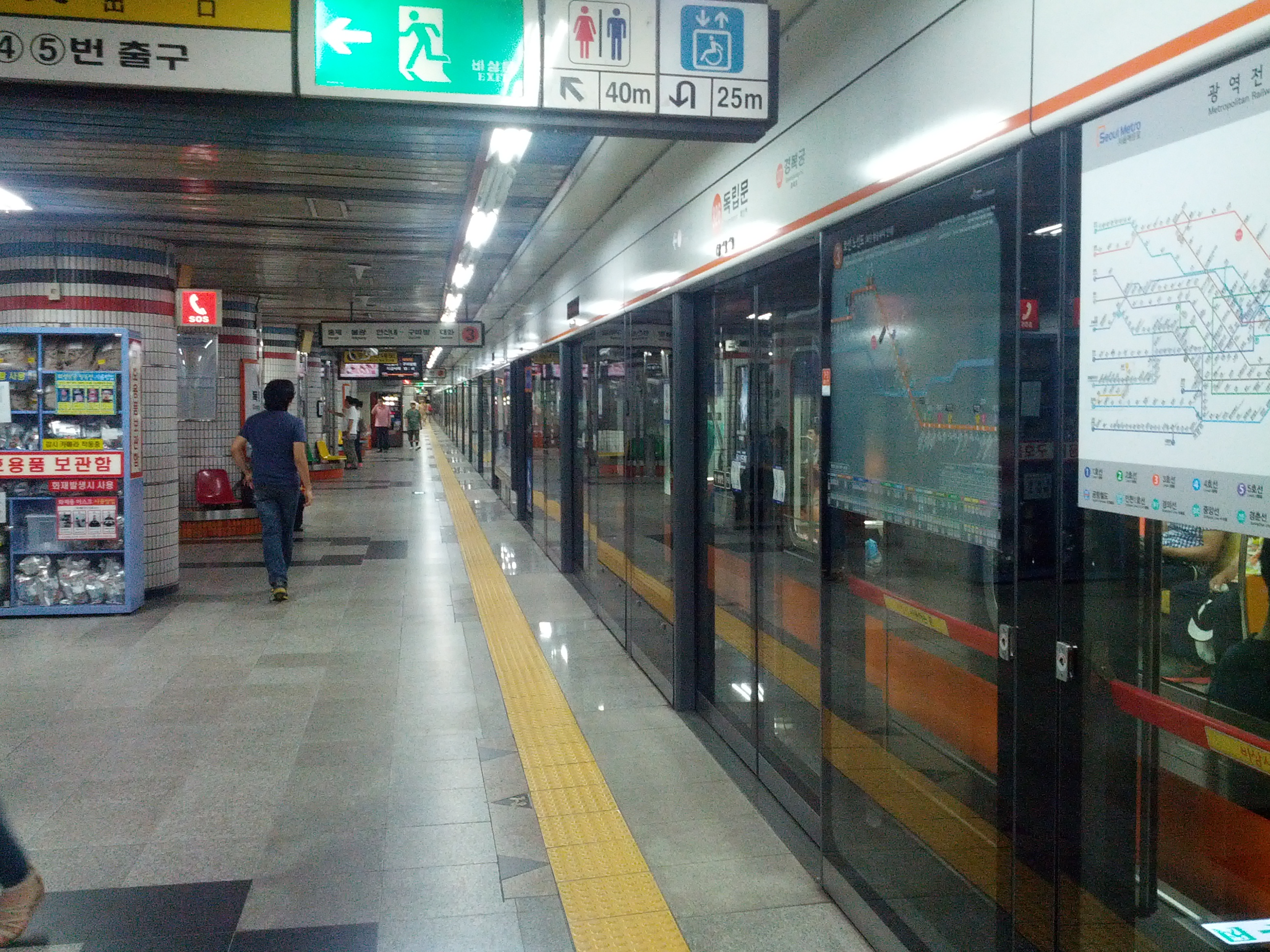
En 2013.
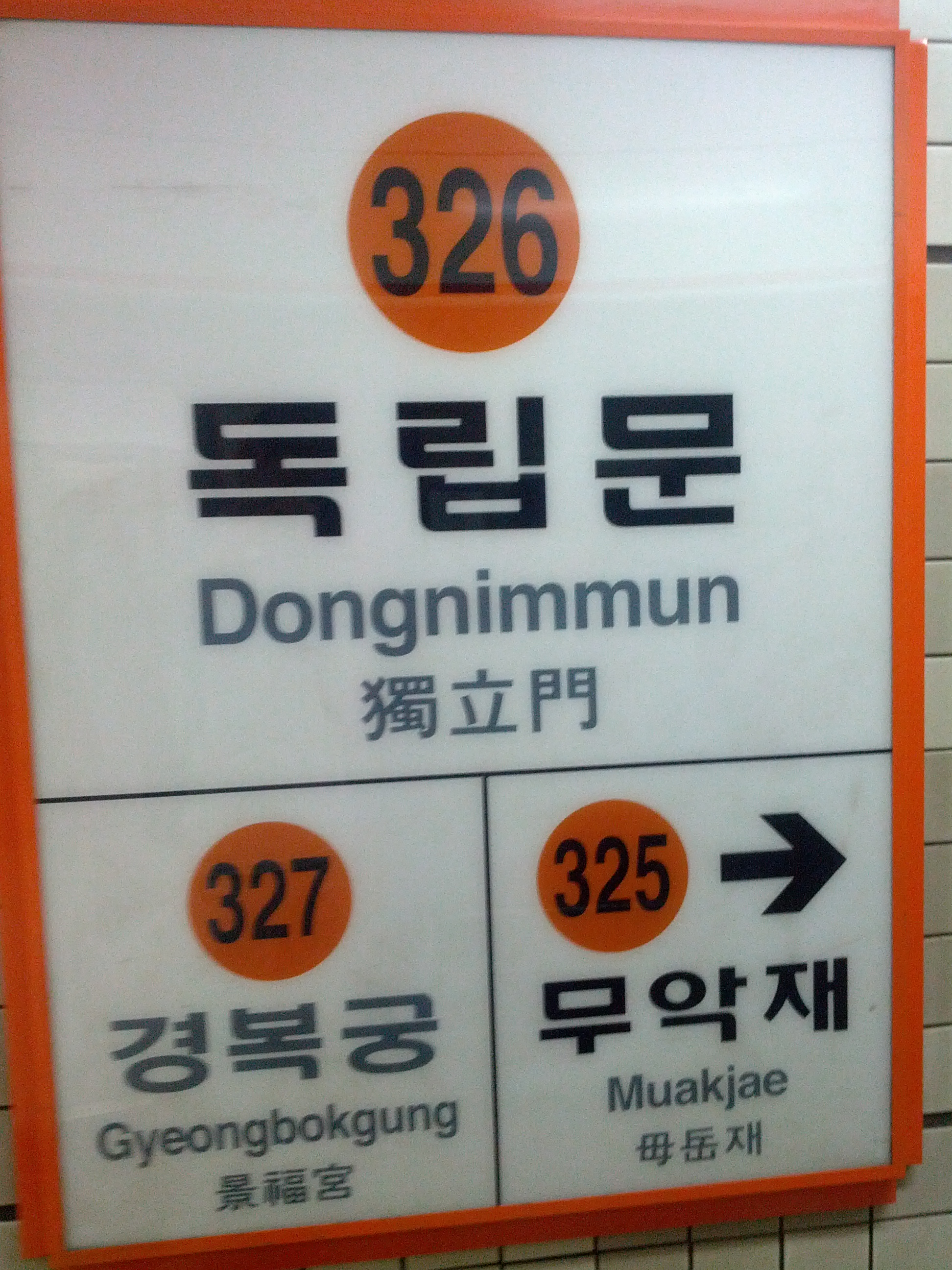
En 2013.
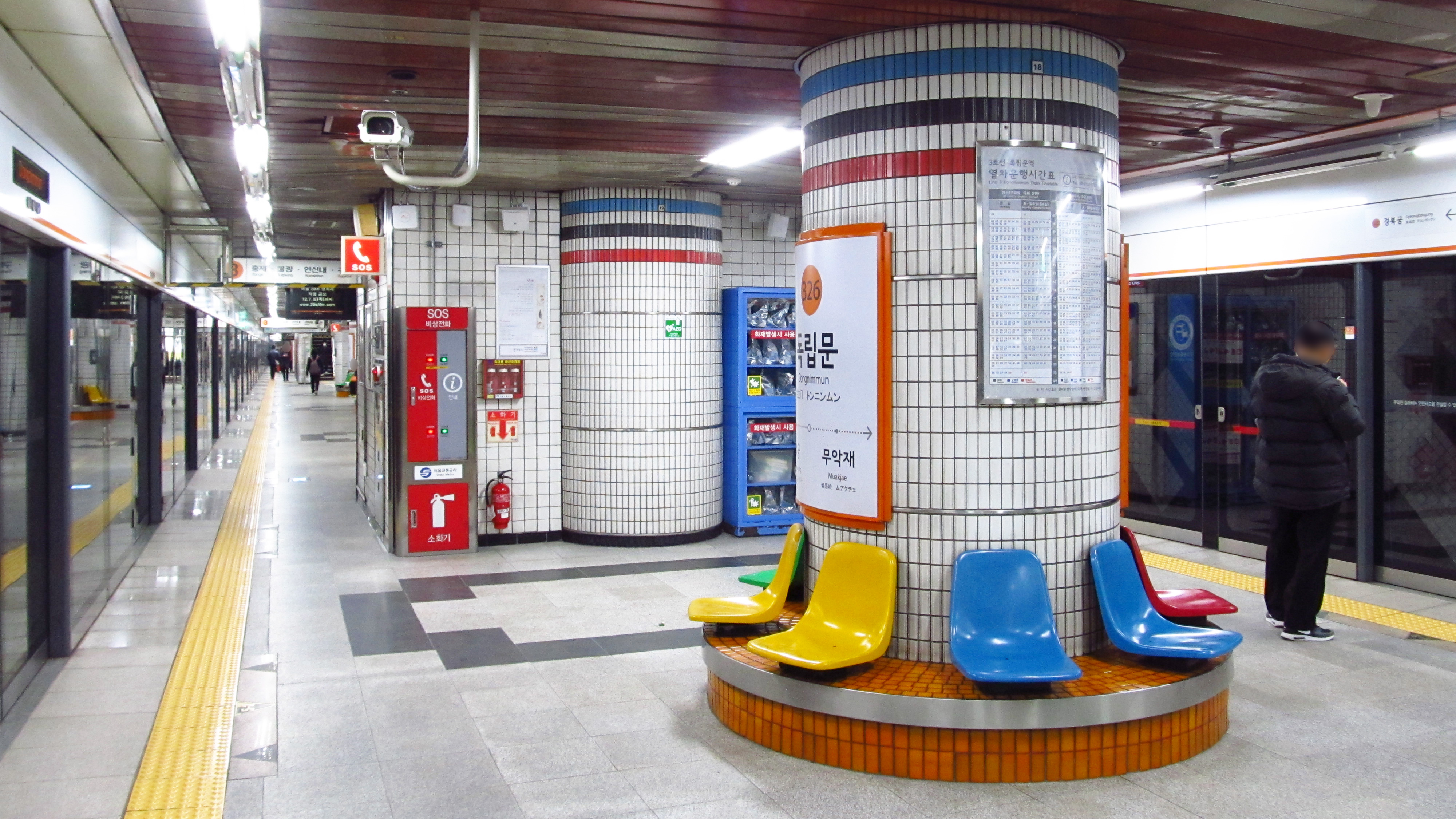
En 2018.